# SmartLynx Airlines

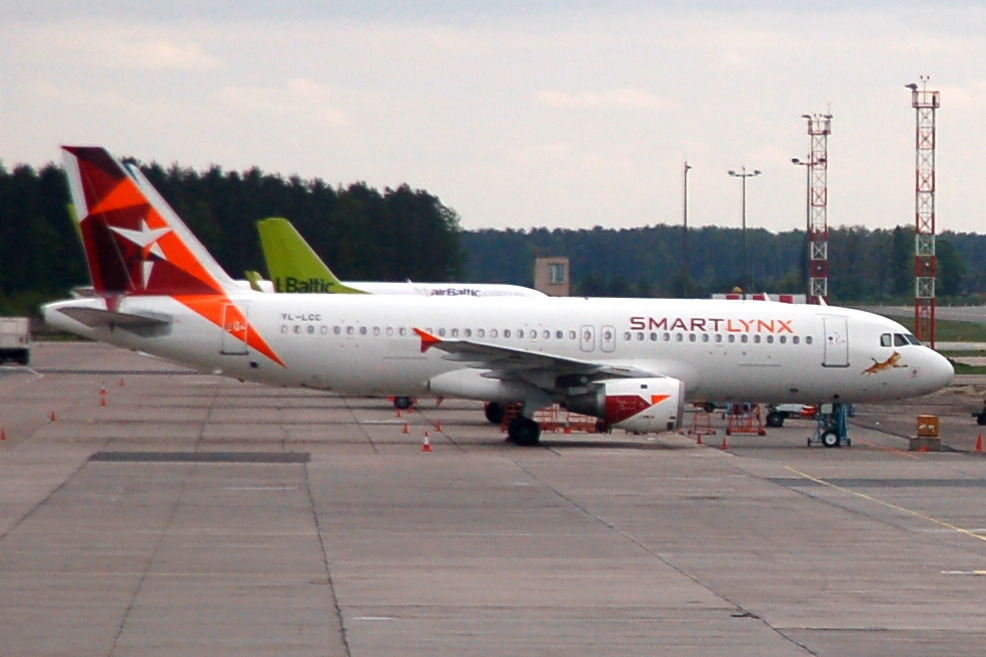
Airbus A320-200 авіакомпанії SmartLynx Airlines на стоянці в міжнародному аеропорту Риги, 2009 рік

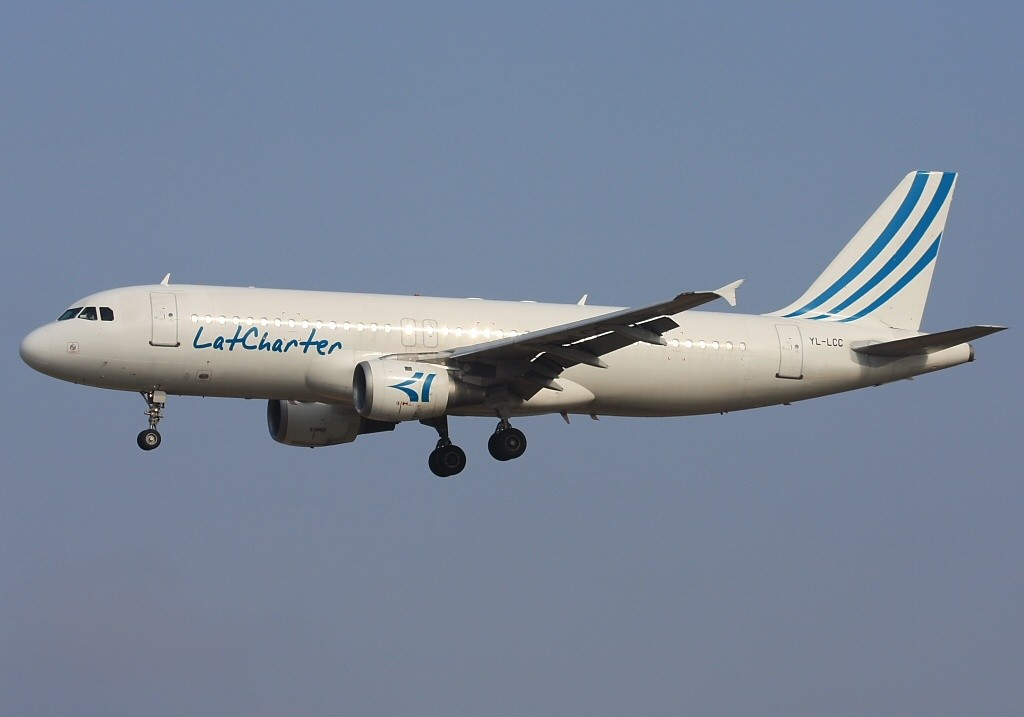
Airbus A320-211 авіакомпанії LatCharter Airlines (реєстраційний YL-LCC) в празькому аеропорту Рузіне

SmartLynx Airlines — латвійська авіакомпанія зі штаб-квартирою в Марупі (Марупський край, Рига), що здійснює чартерні авіаперевезення в аеропорти Європи, Азії і Африки головним чином з міжнародного аеропорту Риги, а також надає послуги з перевезень VIP-клієнтів.
Портом приписки авіакомпанії є ризький міжнародний аеропорт.
У березні 2007 року в штаті авіакомпанії працювало близько ста співробітників.

## Історія
Авіакомпанія LatCharter Airlines була утворена в 1992 році чотирма професійними пілотами і одним бортінженером і почала операційну діяльність у наступному році на орендованих літаках Ту-134Б. Протягом декількох років компанія придбала ще два літаки того ж типу, що раніше належали невеликим перевізникам Latavio і Harco Air. У квітні 2001 року Ту-134Б були виведені з експлуатації і замінені на лайнери Як-42, а в грудні 2003 року LatCharter отримала свій перший Airbus A320, що раніше належав авіакомпанії Ansett Australia.
В 2006 році компанія Loftleiðir, що входить в ісландська авіахолдинг Icelandair Group, придбала 55% акцій латвійського перевізника, обтяжені зобов'язанням викупити інший пакет акцій у майбутньому.
В 2008 року компанія змінила офіційну назву на SmartLynx Airlines, було представлено нове лого і нову ліврею.
В 2012 році авіакомпанія була куплена у Icelandair і на 2018 рік є повністю окремою одиницею. У 2012 році авіакомпанія також створила дочірню компанію Smartlynx Airlines Estonia з одним Airbus A320-200 для обслуговування туроператорів Естонії.
В 2016 році власником компанії став Нідерландський інвестиційний фонд. Було введено новий логотип.

## Флот
Флот станом на липень 2020. 
| Тип             | В дії | Замовлено | Пасажирів | Примітки                                                         |
| --------------- | ----- | --------- | --------- | ---------------------------------------------------------------- |
| Airbus A320-200 | 11    | —         | 180       | 1 експлуатується SmartLynx Airlines Malta, 4 - SmartLynx Estonia |
| Airbus A321-200 | 7     | —         | 220       |                                                                  |
| Загалом         | 18    | —         |           |                                                                  |